# HF & VUC Fyn
HF & VUC FYN er en uddannelsesinstitution på Fyn og omkringliggende øer, hvor det er muligt at forbedre en folkeskoleeksamen, supplere en studentereksamen eller tage en hf-eksamen eller hf-enkeltfag. Desuden tilbydes grundlæggende læse-, skrive- og matematikundervisning samt ordblindeundervisning for voksne (VUC).  
I Svendborg og Marstal udbydes HF-søfart.
HF & VUC FYN tilbyder undervisning i disse byer:
- Odense
- Middelfart
- Søndersø
- Glamsbjerg
- Nyborg
- Faaborg
- Svendborg
- Rudkøbing
- Marstal

De fleste af HF & VUC FYN's uddannelser udbydes også som fjernundervisning.